# Hylettus seniculus
Hylettus seniculus là một loài bọ cánh cứng trong họ Cerambycidae.